# Liriomyza bispinosa
Liriomyza bispinosa är en tvåvingeart som beskrevs av Mitsuhiro Sasakawa 1992. Liriomyza bispinosa ingår i släktet Liriomyza och familjen minerarflugor.
Artens utbredningsområde är Peru. Inga underarter finns listade i Catalogue of Life.